# Isidro Ayora
Isidro Ayora, född 2 september 1879, död 22 maj 1978, var en ecuadoriansk politiker. Han var Ecuadors president mellan 1926 och 1931.